# Gonzalo das Penas

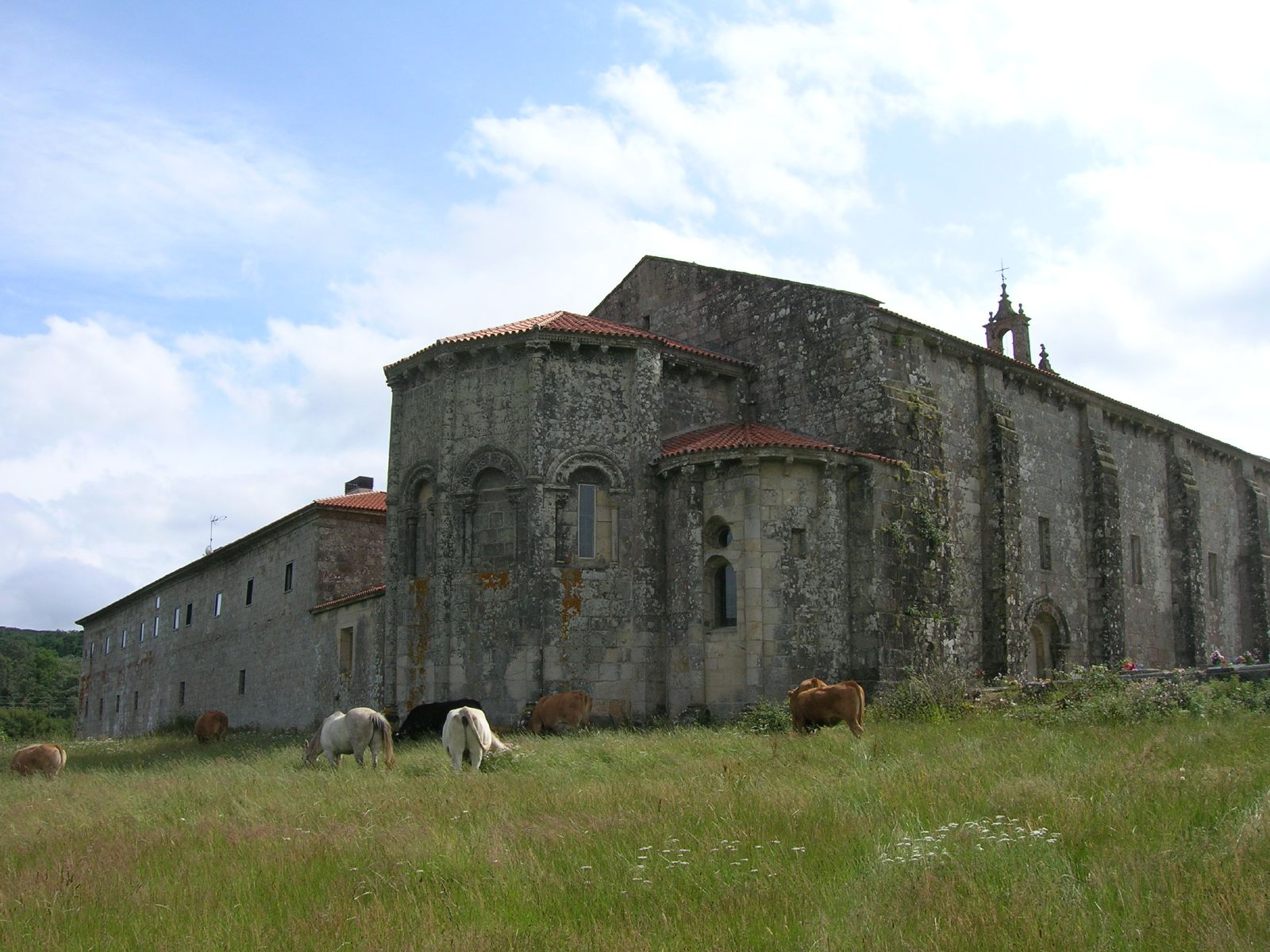
Cabeceira românica da igreja do Mosteiro de Aciveiro do qual foi abade

Gonzalo das Penas ou São Gonzalo das Penas (? - c. Aciveiro, 1475) foi um religioso galego e abade do Mosteiro de Santa Maria de Aciveiro.

## Vida
Desconhece-se a data precisa do seu nascimento, podendo situar-se a princípios do século XV, segundo uns autores em Amarante, outros dizem que em San Miguel das Penas e outros falam de algum lugar do atual término municipal de Forcarei.
Sendo muito novo ingressaria no mosteiro do qual chegou a ser nomeado abade para o ano 1429 ou 1430. A partir de esse momento iniciou uma importante tarefa restauradora até conseguir tornar sua comunidade numa das mais observantes da regra de São Bernardo na Galiza, aumentando deste jeito seu prestígio e número de religiosos.
Seguindo a Antonio López Ferreiro seria o abade que obteve o estabelecimento em Aciveiro do Colégio de Teologia Moral.
No âmbito econômico conseguiu aumentar consideravelmente os benefícios do mosteiro, realizando numerosos foros e provisões de benefícios. Assim mesmo, iniciou um importante plano de construções que não se chegaram a levar a cabo. Também realizou numerosas obras civis na Terra de Montes, como a construção e melhora de caminhos, pontes (como a do lugar de Andán que cruza o rio Lérez), moinhos, fráguas de ferraria...
Acudiu aos Concílios Compostelanos XXXVIII, XXXIX, XL e XLI no qual deveu ter um papel bastante ativo.
Morreu para o ano 1475, e foi enterrado na igreja monacal num sepulcro hoje em dia desaparecido.
Um tema não isento de polêmica é se o Gonzalo venerado na vila portuguesa de Amarante é o mesmo que o de Aciveiro.
Após sua morte o povo encheu sua vida com numerosas lendas, entre elas a "Lenda da Pomba" ou "O Urso de Oseira", esta última ilustrada pela prosa do escritor de Cambados Ramón Cabanillas.

## A lenda do Urso de Oseira
Nos tempos da Santa Irmandade, quando Bernal Yáñez de Moscoso tinha preso a Alonso II de Fonseca e as correrias dos Osório, Lemos e Lanzós eram contínuas, num dia de princípios de outono São Gonzalo chegava em visita de amizade ao Mosteiro de Oseira, e sobre seu ombro levava uma pomba branca. No monte, ao redor do mosteiro, as mesnadas de Alonso de Lanzós aguardavam uma oportunidade para franquear as portas do edifício.
Ao chegar à porta o frade bateu nela, mas os monges do interior não lhe abriram colhidos pelo medo. Ante este fato São Gonzalo bicou à pomba e esta entrou voando no edifício. Ao pouco tempo a porta abriu-se aparecendo um branco frade que lhe permitiu o acesso ao santo, mas quando os guerreiros trataram de aproveitar a ocasião para entrar após dele encontraram-se com um osso pardo gigante embravecido e em posição atacante que os pôs em fuga.